# Geografie Albánie
Albánie leží v západní části Balkánského poloostrova na pobřeží Jaderského a Jónského moře.

## Státní hranice
Albánie je ze západní strany omývána mořem, ze severu, východu a jihu má hranice se sousedními zeměmi. Ty vedou většinou v hornatém terénu. Albánské pobřeží je dlouhé 362 km. Od italského poloostrova Salento ji na západě odděluje 73 km široký Otrantský průliv. Pozemní albánská hranice je dlouhá 720 km, z čehož 173 km tvoří na severu hranice s Černou Horou, 114 km s Kosovem, 151 km na východě se Severní Makedonií a 282 km na jihovýchodě s Řeckem. S rozlohou 28 748 km² je 11. nejmenším státem v Evropě a 2,7× menším než Česko.

## Krajní body
- sever: obec Kelmend (42°39′40″ s. š., 19°43′25″ v. d.)
- jih: obec Konispol (39°38′41″ s. š., 20°11′38″ v. d.)
- západ: Sazan (40°30′20″ s. š., 19°15′50″ v. d.)
- východ: obec Progër (40°39′58″ s. š., 21°3′26″ v. d.)

## Povrch
Povrch Albánie je především hornatý; hory tvoří 75 % území země. Horská pásma s nadmořskou výškou nad 1000 m n. m. potom zaujímají 28,5 % plochy Albánie. První horská pásma vznikla na konci období jura. Průměrná nadmořská výška v zemi činí 708 m, což je dvojnásobek průměru Evropě. Nejvyšší nadmořskou výšku mají pohraniční hory (Prokletije, Korab). Výjimkou je masiv Tomorr, který se nachází v centrální části země.

### Hory

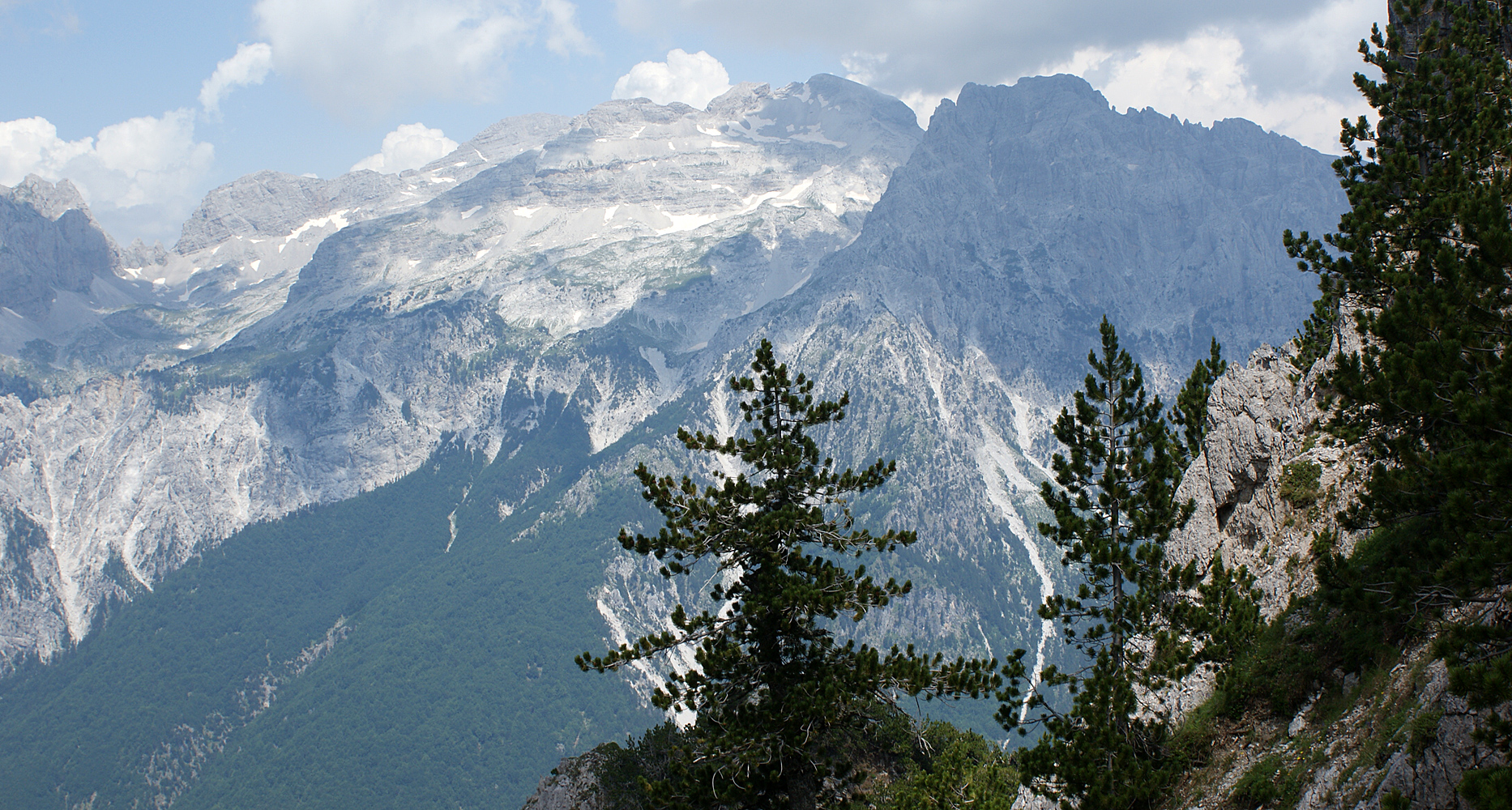
Horský masiv Maja e Jezercës u hranice s Černou Horou.

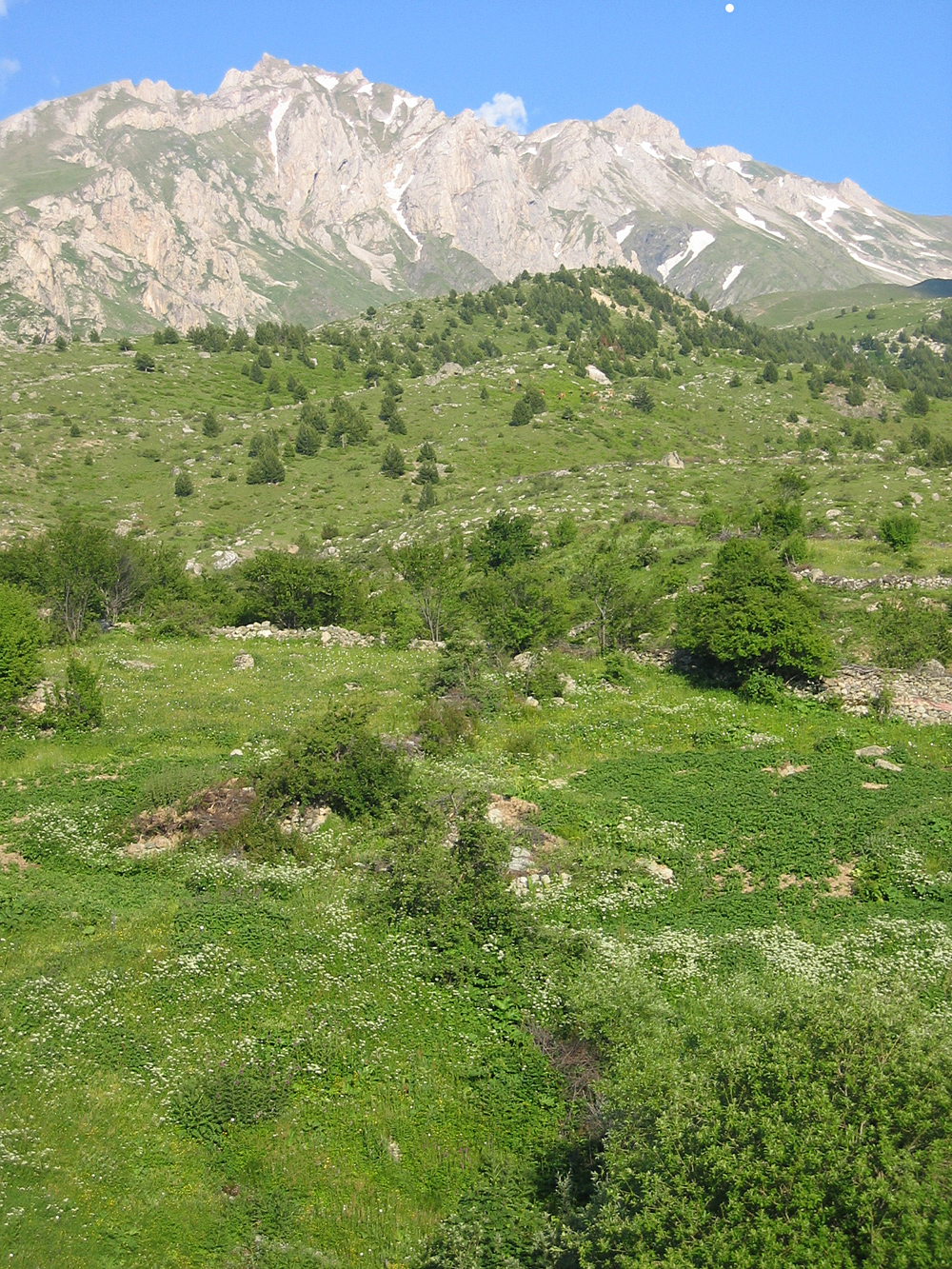
Korab z albánské strany.

Největší a nejznámější albánská pohoří jsou od severu k jihu: Prokletije, Korab, Kanali a Pindos. Kromě známých pohoří na hranicích země se nachází četné horské hřebeny i v albánském vnitrozemí a na pobřeží Jónského moře. V řadě horských hřebenů se nacházejí rozsáhlá neobydlená území.
Zatímco v severní a centrální části země existuje poměrně jasný předěl mezi nížinami a horskými oblastmi, jižní část Albánie tvoří široká horská údolí, které od sebe oddělují různá pohoří s nadmořskou výškou 1000-1500 m n. m.
Na severních svazích pohoří Prokletije se nachází nejméně pět ledovců, které vznikly pravděpodobně v době holocénu. Rozkládají se v nadmořských výškách mezi 1980 a 2420 m n. m., blízko hranic s Černou Horou, na svazích nejvyšších hor (např. Maja e Jezercës, nebo v nejvyšších částech horských dolin Ropojana a Grbaje, které se nacházejí na albánském území. Některá horská jezera jsou ledovcového původu.

### Nížiny
V nížinách žije 68 % obyvatel Albánie a nacházejí se v nich všechna velká města. Hlavní pás nížin se táhne v severo-jižním směru od města Skadar na severu Albánie k údolí řeky Vjosy na jihu. Dlouhé je 476 km. V některých oblastech je ve směru východ-západ hlavní nížina široká až 50 km. Velikou část rovin tvoří kromě zemědělsky využitelné půdy také různé močály a bažiny. V 20. století byla pro získání většího množství orné půdy značná část těchto nížin vysušena a vybudovány byly zavlažovací kanály. V současné době je obděláváno 22 % území státu.[zdroj?]

## Ochrana přírody
V Albánii se nachází 15 národních parků, 5 chráněných krajinných oblastí, 4 přírodní rezervace a další chráněné oblasti.

## Pobřeží
Albánské pobřeží Jaderského moře charakterizují početné laguny a močály. Od města Vlora u pobřeží Jónského moře tvoří pobřeží hory (Kanali), které se táhnou až k městu Sarandë.

### Jaderské moře
Albánské pobřeží Jaderského moře je dlouhé 274 kilometrů a představuje severozápadní hranici země. Táhne se až od ústí řeky Bojany u ostrova Ada Bojana a Skadarského jezera až do Vlorského zálivu, kde začíná Jónské moře a Albánská riviéra. Téměř 74 % nížin u pobřeží moře je lemováno písčitými plážemi, lagunami a močály. Pobřeží vzniklo do jisté míry také i nánosy řek Drin, Mat, Ishmëm, Semani, Shkumbin, Erzen a Vjosa.

### Jónské moře
Pobřeží Jónského moře je dlouhé 172 km a rozkládá se směrem od Vlorského zálivu až k hranici s Řeckem u obce Konispol. Vlorský záliv odděluje od pohoří Shkembin karbonatike poloostrov Karaburun s nejvyšším bodem nadmořské výšky 800 m a sedlem o nadmořské výšce cca 300 m n. m.
80 % pobřeží, které tvoří tzv. Albánskou riviéru je velice strmých. Nejvyšší vrchol, který se v blízkosti pobřeží nachází je Maja e Çikës s 2045 m n. m. nedaleko Llogarského průsmyku. Pohoří Kanali, které sleduje průběh pobřeží, se táhne v délce zhruba sta kilometrů až k městu Sarandë.

### Ostrovy
Albánie má ve srovnání s dalšími zeměmi regionu (např. s Chorvatskem nebo Řeckem velmi málo ostrovů. Většina z nich je malá a nepřesahuje rozlohu 1 km2. Jedinými většími ostrovy jsou Sazan a Kunë. Ostrovy se nacházejí jak v Jaderském, tak i v Jónském moři. Některé lze nalézt i v horských jezerech. Žádný z albánských ostrovů není obydlený.

## Vodstvo

### Řeky

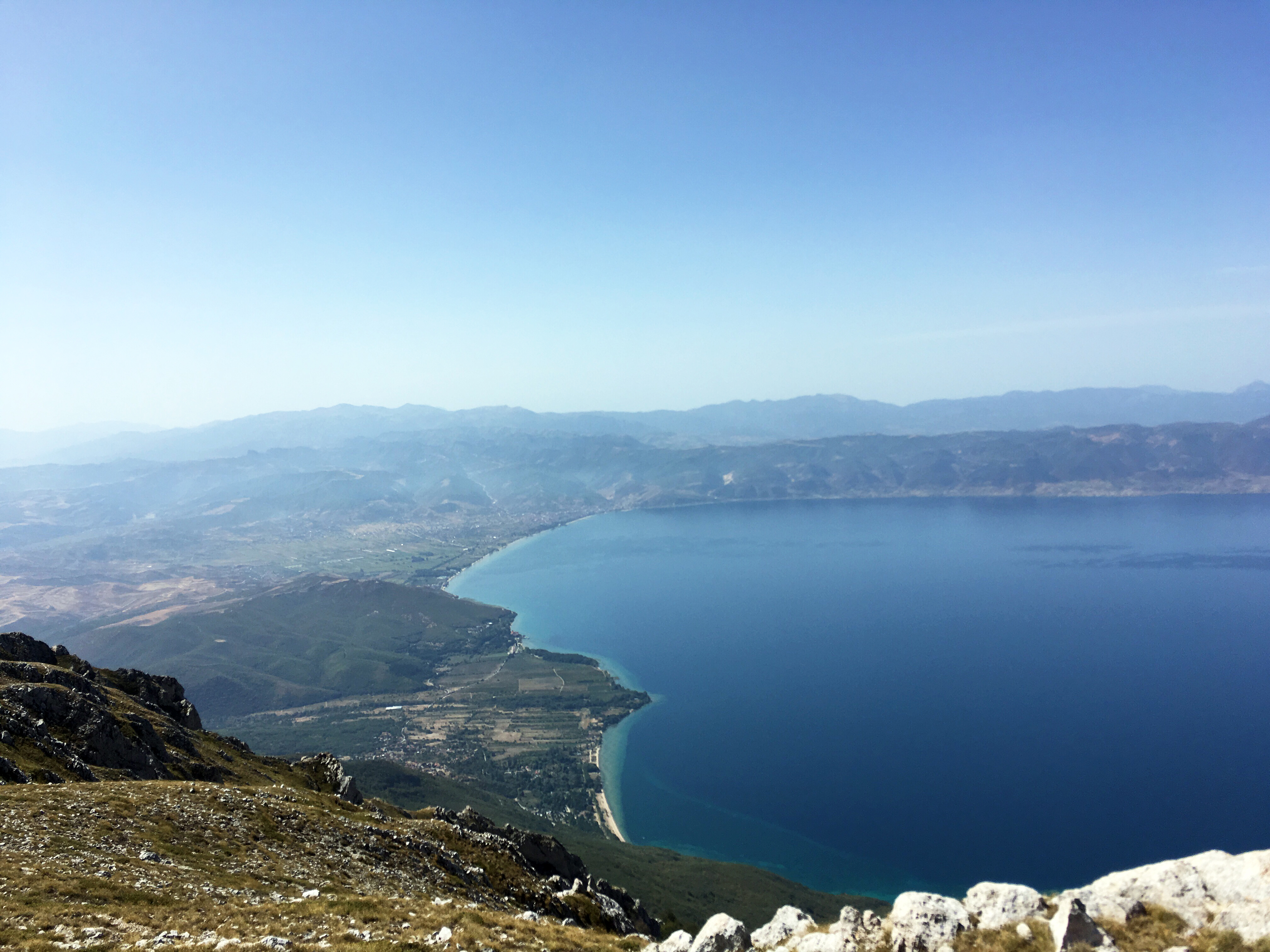
Albánská část Ochridského jezera.

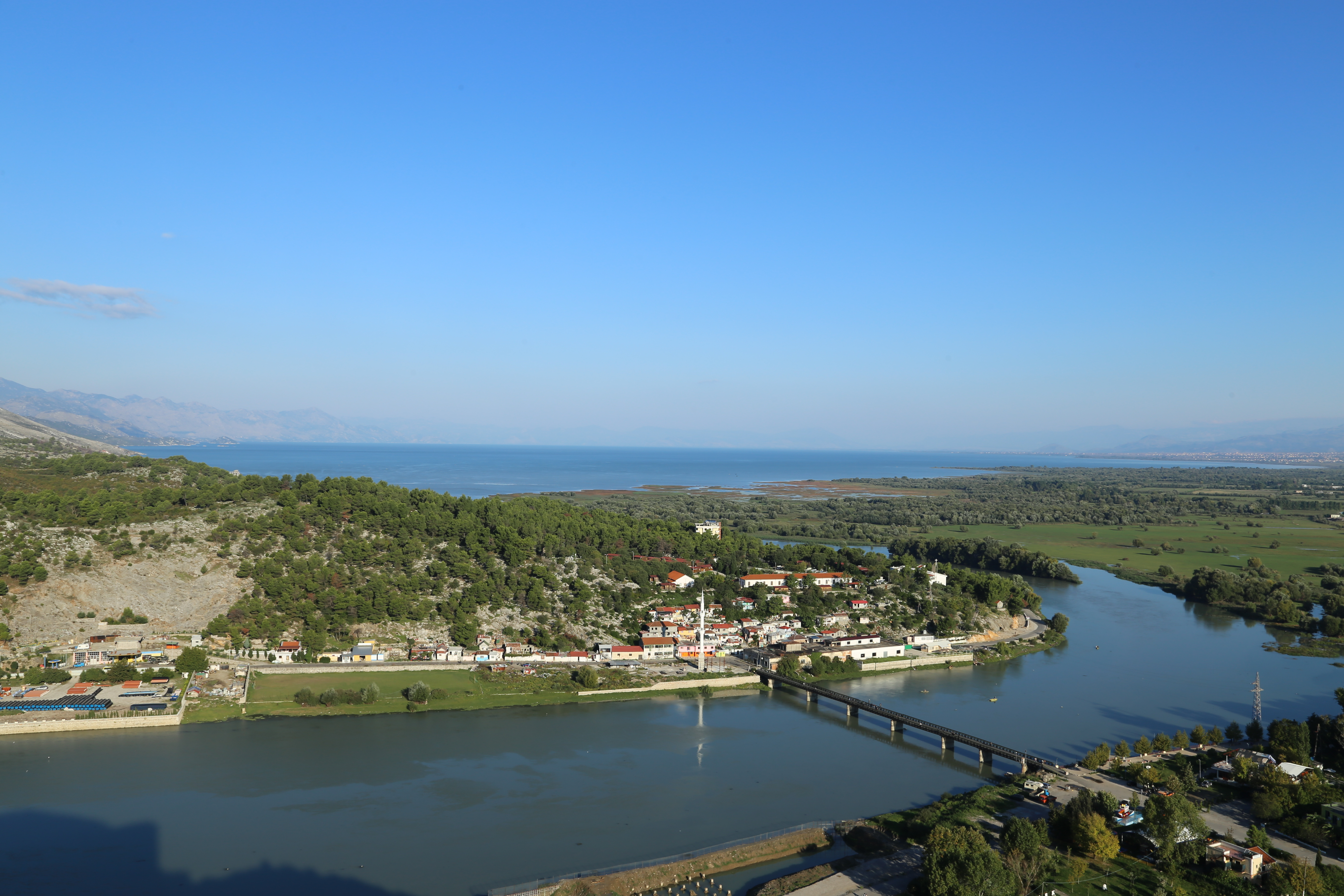
Skadarské jezero z pevnosti Rozafa nad městem Skadar. V levé části se nachází pohoří Tarabosh.

Většina řek v Albánii ústí buď do Jaderského, nebo Jónského moře. Téměř bez výjimky tečou albánské řeky z východu na západ. Albánské řeky sbírají vodu i z území západního Kosova (např. Bílý Drin), případně západní části Severní Makedonie (Černý Drin), nebo Řecka (Vjosa). Severní hranici Albánie tvoří řeka Bojana, která vytéká ze Skadarského jezera do Jaderského moře. Nejjižnější řekou je potom Bistrica.
Mezi větší albánské řeky patří např. Devolli, Vjosa, Shkumbin, Osum, nebo Drin s hlavními zdrojnicemi, Bílý Drin a Černý Drin. Semeni a Vjosa jsou jediné řeky na albánském území, které mají délku přesahující 160 km a povodí o rozloze větší než 2600 km2. Tyto řeky mají největší průtok vody v zimních měsících, kdy spadne na území Albánie, ale i sousedních zemí nejvíce deště. V létě mají naopak velmi nízký průtok a částečně vysychají. Vysychání koryt je v případě menších vodních toků v Albánii častým jevem.

### Jezera
Státní hranice Albánie prochází třemi velkými jezery: Skadarským jezerem na severu (které Albánie sdílí s Černou Horou, Ochridským jezerem na východě, které sdílí se Severní Makedonií a Prespanským jezerem, kde se nachází trojmezí mezi Albánií, Severní Makedonií a Řeckem. Kromě toho se v Albánii nachází ještě řada dalších jezer. Vzhledem k hornatosti terénu se v Albánii nachází velký počet jezer umělých; vznikla při výstavbě četných vodních elektráren. Mezi taková patří např. Jezero Fierza (72 km2). Celkem má Albánie asi 150 jezer.
Původní sladkovodní Butrintské jezero bylo v antice spojeno s Jónským mořem průplavem.

## Podnebí
Vzhledem k rozmanitosti albánského území se lze v Albánii setkat s různými klimatickými pásmy. Pobřeží má typické středomořské klima s mírnými zimami a vlhými léty. Průměrné teploty se zde pohybují od 7 °C v zimě po 24 °C v létě. V jižní části nížin se průměrné teploty pohybují mezi 5 °C až 30 °C. Část hor má také středomořské podnebí, neboť do nich pronikají vzdušné masy od obou moří. Ve vzdálenějších horách převládá vzdušné proudění z balkánského poloostrova a větry severního, případně severovýchodního směru. Mořské i kontinentální proudění vzduchu má za příčinu také vysoké srážkové úhrny nad výše položenou částí území Albánie.
Nejvíce deště spadne ve středních polohách, 95 % všech srážek potom během zimních měsíců. V létě jsou srážky časté velmi málo. Roční úhrn srážek na pobřeží činí 1000-1500 mm a v horách se pohybuje okolo 2000 mmm. Ve východní části země, při hranici se Severní Makedonií, to bývá i 760 mm.
|                                 | leden | únor | březen | duben | květen | červen | červenec | srpen | září | říjen | listopad | prosinec |
| Průměrná minimální teplota (°C) | 2,0   | 2,0  | 5,0    | 8,0   | 12,0   | 16,0   | 17,0     | 17,0  | 14,0 | 10,0  | 8,0      | 5,0      |
| Průměrná maximální teplota (°C) | 12,0  | 12,0 | 15,0   | 18,0  | 23,0   | 28,0   | 31,0     | 31,0  | 27,0 | 23,0  | 17,0     | 14,0     |
| Vlhkost v %                     | 71    | 69   | 68     | 69    | 70     | 62     | 57       | 57    | 64   | 67    | 75       | 73       |
| Deštivých dní                   | 13    | 13   | 14     | 13    | 12     | 7      | 5        | 4     | 6    | 9     | 16       | 17       |

## Fauna a flóra

### Fauna

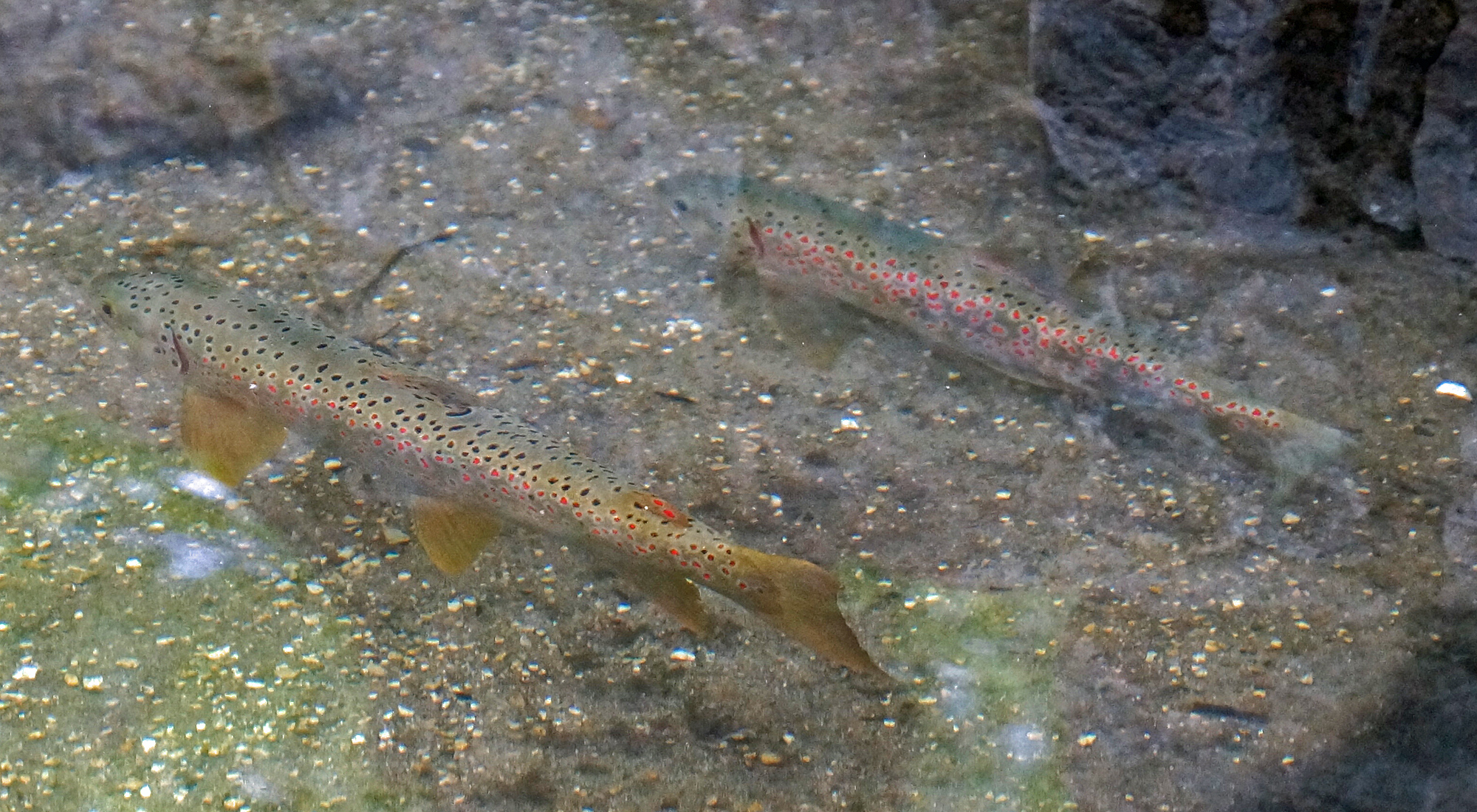
Pstruh letnica z Ochridského jezera.

Albánská fauna je početná co do druhů zvířat. V horách žijí vlci, medvěd hnědý, prase divoké a rys ostrovid. Divokým zvířatům se daří velmi dobře ve značně odlehlých oblastech.
Ptactvo je typické pro přímořské státy. Žije zde velké množství stěhovavých ptáků, jako např. vlaštovky, čápi, volavky, kachny, husy a pelikáni.
Intenzivní chov hospodářských zvířat má za následek devastaci půdy.

### Flóra
Albánie má velmi bohatou flóru, kterou tvoří 3 221 druhů rostlin. Z nich se 489 vyskytuje na území balkánského poloostrova a 40 na území samotné Albánie. 36 % území Albánie je zalesněno; 20 % ploch lesů země tvoří lesy dubové, které se vyskytují v nadmořské výšce okolo 1000 m n. m. V nadmořské výšce nad 2000 m se často nacházejí vysokohorské louky.
Hory v jižní části země a blíže k moři mají typické středomořské rostliny a dřeviny (myrta, vavříny). Vyskytují se zde jižní druhy borovic a olivové háje.
V minulosti byla značná část albánského území vystavena problematickému odlesňování.